# Evropské Rusko
Evropské Rusko je část Ruska, která se nachází západně od pohoří Ural a řeky Ural. V místě dělení na evropskou a asijskou část Ruska zároveň dochází k rozdělení Eurasie na Evropu a Asii. Evropská část Ruska se rozprostírá na většině území Východní Evropy a zaujímá asi 40 % rozlohy celého kontinentu. Evropská část Ruska dále tvoří asi 15 % obyvatel celé Evropy (v roce 2023 zde žilo asi 109 milionů obyvatel, tj. asi 80 % obyvatel Ruska), díky čemuž je Rusko nejlidnatější zemí na kontinentu. V evropské části Ruska se nachází celkem pět federálních okruhů (Severokavkazský, Jižní, Centrální, Severozápadní a Povolžský).
Rozloha evropského Ruska činí 3 969 100 km2, přičemž zde leží všechna tři federální města v zemi, jimiž jsou Moskva, Petrohrad a Sevastopol (de iure součást Ukrajiny). Dále celkem jedenáct z šestnácti ruských měst, které mají alespoň jeden milion obyvatel, leží právě v evropské části země. Kromě Moskvy a Petrohradu jde dále o Kazaň, Nižnij Novgorod, Samaru, Ufu, Rostov na Donu, Krasnodar, Voroněž, Perm a Volgograd. V roce 2022 činil nominální HDP evropské části Ruska asi 1,4 bilionu dolarů (asi tři čtvrtiny HDP země). Hustota zalidnění v oblasti je přibližně 27 obyvatel na km2.